# Дани наших живота
Дани наших живота (енгл. Days of Our Lives) је америчка дневна сапуница која се од 8. новембра 1965. приказује на каналу NBC. Једна је од најдужих сценаризованих телевизијских програма на свету. Копродукција Corday Productions и Sony Pictures Television, серију су створили брачни пар Тед и Бети Кордеј. У почетку, Ирна Филипс (ауторка сапуница Љубав за сва времена и Усмеравајуће светло) је била уредница радњи серије и многе од првих радњи серије написао је Вилијам Џ. Бел, који је напустио серију 1975. да би радио на сапуници Млади и немирни. Тренутни извршни продуцент сапунице је Кен Кордеј, који је на тој функцији од кад се његова мајка Бети пензионисала, а Алберт Алар је коизвршни продуцент. Након отказивања Страсти 2007. године, Дани наших живота су једина сапуница која се приказује на NBC-у. Јубиларна 14 000. епизода сапунице премијерно је приказана 17. децембра 2020. године.
Серија се примарно фокусира на породице Хортон и Брејди у граду Салему. Још неколико породица је додато у серију и многе од њих се још увек појављују. Алис Хортон (глумила ју је Франсес Рид), матријарх породице Хортон, била је у серији од њеног почетка до смрти глумице 2010. године, иако се формално последњи пут појавила у децембру 2007. године. Сузан Роџерс је од чланова тренутне глумачке поставе најдуже у серији и такође је глумица која је најдуже у америчкој сапуници која се још увек приказује, појављујући се у Данима наших живота од августа 1973. Сузан Сифорт Хејс, друга глумица са најдужим стажом која је тренутно у глумачкој постави, једина је чланица глумачке екипе која се појавила у Данима нашег живота у свих седам деценија колико се приказују, а први пут се појавила у серији у децембру 1968. године.
Због успеха серије, време трајања епизода је 21. априла 1975. проширено са 30 на 60 минута. Дани наших живота је најдистрибуиранија сапуница у САД и продата је многим земљама широм света током година од своје премијере. Од почетка, критичари су хвалили серију што се не ослања на носталгију и што приказује праве америчке савремене породице. Сапуница је добила титулу најодважније драме током 1970-их година, јер је покривала теме за које друге сапунице нису имале храбрости, као што су вештачка оплодња и међурасни брак. Бил Хејс и Сузан Сифорт су се у јануару 1976. појавили на насловници часописа Time и једини су глумци из дневних сапуница који су се појавили на насловници тог часописа. Током 1990-их, у серију су убачени бројни натприродни и научно-фантастични елементи, који су наишли на неодобравање критичара, али су серији донели високу гледаност. Дани наших живота су примили мноштво награда, укључујући Дневну награду Еми за најбољу драму, Награде по избору људи и награду Америчког цеха сценариста за најбољи телевизијски сценарио у дневној драми.
Скеч комедија SCTV је направила пародију сапунице, као и ситком Пријатељи, где су неки чланови глумачке поставе имали кросовер појављивања. Међу познатим личностима који су или су били фанови серије су Моника Левински, глумица Џулија Робертс и Тергуд Маршал, судија Врховног суда САД.